# Pontfaverger-Moronvilliers
Pontfaverger-Moronvilliers is een gemeente in het Franse departement Marne (regio Grand Est). De plaats maakt deel uit van het arrondissement Reims. Pontfaverger-Moronvilliers telde op 1 januari 2022 1.738 inwoners.

## Geografie
De oppervlakte van Pontfaverger-Moronvilliers bedroeg op 1 januari 2022 31,52 vierkante kilometer; de bevolkingsdichtheid was toen 55,1 inwoners per km².

## Demografie
Onderstaande figuur toont het verloop van het inwonertal (bron: INSEE-tellingen).